# Serrat de Cabres Mortes
El serrat de Cabres Mortes és una muntanya de 897 metres que es troba al municipi de Lluçà, a la comarca d'Osona.